# Ácido ricinoleico
El ácido ricinoleico (ácido 12-hidroxi-9-cis-octadecenóico) es un ácido graso omega 9 insaturado que se encuentra naturalmente en el aceite de ricino (Ricinus communis L., también llamado castor o tártago, Euphorbiaceae), extraído de semillas obtenidas de plantas maduras.  Alrededor del 90% del contenido de ácido graso en el aceite de ricino es el formado a partir de triglicéridos de ácido ricinoleico. Químicamente, se diferencia del ácido oleico por tener un hidroxilo en el décimo segundo carbono (a partir del carboxilo).

## Producción
El ácido ricinoléico es fabricado industrialmente por saponificación o destilación fraccionada de aceite de ricino hidrolizado. El ricinoleato de zinc se utiliza en productos de cuidado personal, como desodorantes.

## Uso
Medicinalmente, el ácido ricinoleico presenta destacables efectos analgésicos y antiinflamatorios, siendo utilizado en algunas tiras adhesivas sanitarias teniendo efecto bactericida, con acción citolítica, pues es solvente de la quitina, constituyente de la membrana celular de los microorganismos.
También ha sido utilizado para la producción de poliuretanos (en forma de derivados de aceite de ricino) para relleno de defectos óseos.
El ácido ricinoleico específicamente activa el receptor prostanoide EP3 de la prostaglandina E2.